# Hòa Thạc Thục Thận Công chúa
Hòa Thạc Thục Thận Công chúa (chữ Hán: 和硕淑慎公主, 1708 - 1784), con gái nuôi của Ung Chính Đế, Công chúa đầu tiên của nhà Thanh kết hôn với quý tộc Mông Cổ nhưng vẫn sống ở kinh thành.

## Cuộc đời
Hòa Thạc Thục Thận Công chúa sinh vào giờ Sửu, ngày 2 tháng giêng (âm lịch) năm Khang Hi thứ 47 (1708), là con gái thứ sáu của Phế Thái tử Dận Nhưng, sinh mẫu là Trắc Phúc tấn Đường thị.
Bà sinh ra chỉ vài tháng sau khi Dận Nhưng bị phế tước vị Thái tử lần đầu tiên. Gần như những năm đầu cuộc đời của bà đều bị cầm tù cùng với gia đình.
Sau khi Ung Chính Đế lên ngôi, bà cùng với Hoằng Tích, Hoằng Quế và Hoằng Hoàn được đưa vào cung nuôi dưỡng. Bà thường được xưng là Nhị Công chúa.
Năm Ung Chính thứ 4 (1726), tháng 12, bà được phong làm Hòa Thạc Thục Thận Công chúa  (mergen ginggun hooi gungju), gả cho Lý Phiên viện ngạch Ngoại Thị lang Quan Âm Bảo thuộc Bác Nhĩ Tế Các Đặc thị của Khoa Nhĩ Thấm.
Năm thứ 7 (1729), ngày 12 tháng 12, Nội vụ phủ dâng tấu về việc hôn sự của Hòa Thạc Hòa Huệ Công chúa, thỉnh chiếu theo lệ bồi giá của Hòa Thạc Thục Thận Công chúa mà xử lý. Có thể thấy rằng khi Thục Thận Công chúa kết hôn, bồi giá của bà gồm có mười nữ hài, mười hộ gia nhân, cùng với một thôn trang tam đẳng.
Năm Càn Long thứ 36 (1771), diễn ra vạn thọ 80 tuổi của Sùng Khánh Hoàng thái hậu. Bà cùng với Cố Luân Hòa Kính Công chúa, Cố Luân Hòa Tĩnh Công chúa, mỗi người được thưởng: một thanh Như ý, lò sưởi tay một cái, túi tiền nhỏ hai cái, lọ thuốc hít một cái, phấn mặt một hộp cùng cung phấn một hộp.
Năm thứ 37 (1772), ngày 16 tháng 8, con gái của bà là Tuần Quận vương Phúc tấn đến phủ Thục Thận Công chúa để thăm bà, trong ngày liền trở về Sướng xuân viên. Sau khi Tuần Quận vương Vĩnh Chương qua đời vào năm Càn Long 25 (1760), Tam Phúc tấn luôn một mực thủ tiết ở Thọ Khang cung và Sướng xuân viên.
Năm thứ 49 (1784), bà qua đời, hưởng thọ 77 tuổi. Sau khi bà qua đời, Hòa Thạc Thục Thận Công chúa phủ được cấp cho Bối lặc Miên Ý, con thừa tự của Vĩnh Chương - con rể của bà.
Theo Thanh cung Nội vụ phủ tấu tiêu đương, Tổng quản Nội vụ phủ Đại thần Vĩnh Dung đã thỉnh ý chỉ của Càn Long Đế về việc đưa nhân khẩu trong phủ Công chúa và người quản lý thôn trang đến phủ của Bối lặc Miên Ý (绵懿) tiếp tục làm việc. Tương Hoàng kỳ An Xương Quản lĩnh hạ nhân Trưởng sử Bảo Trụ đã hộ tống linh cữu của Công chúa đến Khoa Nhĩ Thấm và xử lý toàn bộ tang sự của Công chúa .

## Gia quyến

### Ngạch phò
Quan Âm Bảo (chữ Hán: 观音保, tiếng Mãn: ᠵᠠᠩᡤᡳᠮᠪᠣᠣ, Möllendorff: janggimboo, Abkai: janggimbou), Bác Nhĩ Tế Cát Đặc thị, là cháu trong họ của Hiếu Huệ Chương Hoàng hậu.
Năm Ung Chính thứ 4 (1726), cưới Hòa Thạc Thục Thận Công chúa.
Năm thứ 11 (1733), trở thành Y Lê Lĩnh đội Đại thần (伊犁领队大臣). Theo Minh Thụy tấn công Ô Thập, lại hạ Kỳ thành, được tứ danh hào "Trác Lý Khắc Đồ Ba Đồ Lỗ" (卓里克图巴图鲁).
Sau được điều làm Tương Lam kỳ Hộ quân Thống lĩnh, thay quyền Tổng binh Sở Hùng trấn ở Vân Nam.
Sau lại cùng Minh Thụy ra trận có công mà được phong Nhị đẳng Khinh xa Đô úy.

### Hậu duệ
- Bác Nhĩ Tế Cát Đặc thị (博尔济吉特氏), Đích Phúc tấn của Tuần Quận vương Vĩnh Chương